# Jiangcheng (Yangjiang)

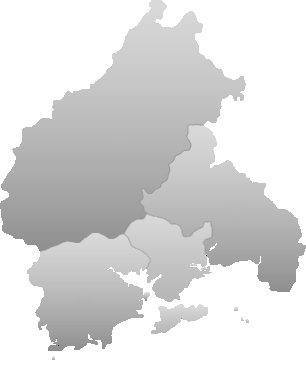
Lage des Stadtbezirks Jiangcheng im Gebiet der bezirksfreien Stadt Yangjiang

Der Stadtbezirk Jiangcheng (chinesisch 江城区, Pinyin Jiāngchéng Qū) ist ein Stadtbezirk in der südchinesischen Provinz Guangdong. Er gehört zum Verwaltungsgebiet der bezirksfreien Stadt Yangjiang. Jiangcheng hat eine Fläche von 779,7 km² und zählt 814.688 Einwohner (Stand: Zensus 2020). Regierungssitz ist das Straßenviertel Nan’en (南恩街道). 

## Administrative Gliederung
Auf Gemeindeebene setzt sich der Stadtbezirk aus acht Straßenvierteln und fünf Großgemeinden zusammen. 